# 土湾街道
土湾街道，是中华人民共和国重庆市沙坪坝区下辖的一个乡镇级行政单位。

## 行政区划
土湾街道下辖以下地区：
工人村社区、民主村社区、新生村社区、模范村社区、金沙社区和滨江社区。